# Johannes Hawlik
Johannes Hawlik (* 1945 in Eisenberg a.d. March; † 28. September 2009 in Wien) war ein österreichischer Politiker (ÖVP), Historiker und Medienforscher.

## Leben
Hawlik wurde in Nordmähren geboren und kam nach Kriegsende mit seiner Familie nach Wien. Nach Abschluss des Realgymnasiums in Wien studierte er an der Universität Wien Zeitgeschichte und Germanistik. 1972 promovierte er in Geschichte. Von 1974 bis 1987 war er Herausgeber der „Zeitschrift für Kommunalpolitik“ sowie der Zeitschrift „Energie und Umwelt“ und betätigte sich daneben als Autor und als Kurator von Ausstellungen. Bekannt wurde seine Publikation „Mehr privat – weniger Staat“.
Hawlik gehörte zu der sogenannten „Bunte Vögel“-Bewegung in der ÖVP Wien, die unter Erhard Busek in der ÖVP neue gesellschaftspolitische und ökologische Themen propagierte. Von 1982 bis 1997 war Hawlik Mitglied des Wiener Landtags und Gemeinderats, wo Gesundheit, Sozialwesen sowie Stadtentwicklung zu seinen Kernthemen gehörten. Nach 1997 arbeitete Hawlik im Marktforschungsinstitut GfK Austria in der Medienforschung.
2009 erlag Hawlik einem Krebsleiden.

## Ehrungen
- 1972 – Leopold-Kunschak-Preis für seine Dissertation
- 1997 – Goldenes Verdienstkreuz der Republik Österreich (für Verdienste im Umweltbereich)
- 1999 – Euro-Comenius-Medaille für das CD-ROM-Porträt von „366 Europäern aus Österreich“

## Werk (Auswahl)
- Johannes Hawlik: Die politischen Parteien in Deutsch-Österreich bei der ersten Wahl der konstituierenden Nationalversammlung 1919, Dissertation an der Universität Wien, 1972
- Johannes Hawlik: Der Bürgerkaiser. Karl Lueger und seine Zeit. Herold, Wien 1985, ISBN 3-7008-0286-2
- Johannes Hawlik und Wolfgang Schüssel: Staat lass nach. Herold, München/Wien 1985, ISBN 978-3-7008-0298-3.
- Rudolf Bretschneider, Johannes Hawlik und Ruth Pauli: Maß genommen: Österreich in der Meinungsforschung. Holzhausen, Wien 1999, ISBN 978-3-85493-003-7.